# Subida al Naranco 2004
La Subida al Naranco 2004, trentottesima edizione della corsa, si svolse l'11 maggio su un percorso di 166 km, con partenza e arrivo a Siero. Fu vinta dallo spagnolo Iban Mayo della Euskaltel-Euskadi davanti al connazionale Miguel Ángel Martín Perdiguero e all'italiano Leonardo Piepoli.

## Ordine d'arrivo (Top 10)
| Pos. | Corridore                      | Squadra                    | Tempo    |
| ---- | ------------------------------ | -------------------------- | -------- |
| 1    | Iban Mayo                      | Euskaltel-Euskadi          | 4h03'57" |
| 2    | Miguel Ángel Martín Perdiguero | Saunier Duval-Prodir       | a 24"    |
| 3    | Leonardo Piepoli               | Saunier Duval-Prodir       | a 26"    |
| 4    | Samuel Sánchez                 | Euskaltel-Euskadi          | a 43"    |
| 5    | David Arroyo                   | L.A. Pecol                 | s.t.     |
| 6    | Pablo Lastras                  | Illes Balears-Banesto      | a 48"    |
| 7    | Félix Cárdenas                 | Cafes Baque                | s.t.     |
| 8    | Ivan Ramiro Parra Pinto        | Cafes Baque                | s.t.     |
| 9    | Francisco José Lara Ruiz       | Costa de Almeria-Paternina | s.t.     |
| 10   | Isidro Nozal                   | Liberty Seguros            | s.t.     |